# Tiffany Mynx
Tiffany Mynx (Upland, 10 ottobre 1971) è un'ex attrice pornografica e regista pornografica statunitense.

## Biografia e carriera pornografica
Nel 1992, si trasferisce a Los Angeles, dove ha vissuto con la nonna e ha iniziato a lavorare come danzatrice esotica. Il suo primo video porno è stato The DJ per la VCA.
Dopo la nascita del secondo figlio ha firmato un contratto con Elegant Angel. A causa del formoso deretano, il fondatore di Elegant Angel, Patrick Collins, la soprannominò Buttwoman nel 1997.
Nel 1998 ha scritto, prodotto, diretto e interpretato Asswoman in Wonderland. Inoltre, ha realizzato alcuni costumi per il film.
Nel corso della propria carriera, Tiffany Mynx ha recitato in più di 400 film porno e ha diretto The Toe Story. Nel 2001 fu inserita nella AVN Hall of Fame. È inoltre famosa per la pratica del footjob.

## Riconoscimenti
- AVN Awards
  - 1993 – Best Couples Sex Scene (film) per Face Dance 1 con Angel Ash, Chrissy Ann, Sheila Stone, Sierra, Rick Smears, Rocco Siffredi, Tom Byron e Woody Long[5]
  - 1994 – Best Anal Sex Scene (video) per Sodomania 5 con Kitty Yung e Randy West[6]
  - 2001 – Hall of Fame
  - 2007 – Best Couples Sex Scene (video) per Slave Dolls 2 con Manuel Ferrara[7]
- XRCO Awards
  - 1998 – Best Girl-Girl Scene per Miscreants con Jeanna Fine e Stephanie Swift[8]
  - 1999 – Best Group Scene per Asswoman in Wonderland con Iroc, Cherry Mirage, Van Damage e Michael Stefano[9]
  - 2003 – XRCO Hall of Fame[10]

## Filmografia

### Attrice
- Anal Overdose 2 (1992)
- Anal Rampage 1 (1992)
- Anal Romance (1992)
- Anal Romance 2 (1992)
- Anal Rookies 1 (1992)
- Anal Sluts And Sweethearts 1 (1992)
- Anal Surprise (1992)
- Anal Warfare 4 (1992)
- Anonymous (1992)
- Anything For My Baby (1992)
- Ass Appeal 2 (1992)
- Ass Worship 5 (1992)
- Asswoman In Wonderland (1992)
- Babes Illustrated 1 (1992)
- Babes Illustrated 5 (1992)
- Back To Melrose Place (1992)
- Backdoor Black 2 (1992)
- Backdoor to Cannes (1992)
- Backdoor to the City of Sin (1992)
- Backstage Sluts 3 (1992)
- Bad Habits (1992)
- Batwoman and Catgirl (1992)
- Beached Blonde (1992)
- Beauties and the Tyrant (1992)
- Belladonna: Fetish Fanatic 1 (1992)
- Best Butt in the West 1 (1992)
- Best of No Man's Land 2 (1992)
- Best of Oriental Anal 1 (1992)
- Best of the Anal Adventures of Max Hardcore 1 (1992)
- Bet Your Ass 2 (1992)
- Big Busted Doms (1992)
- Big Butts Like It Big 13 (1992)
- Big Game (1992)
- Big Tits at School 16 (1992)
- Big Tits Boss 3 (1992)
- Big Wet Asses 9 (1992)
- Big Wet Asses 20 (1992)
- Big White Wet Butts 1 (1992)
- Bikini Beach (1992)
- Bikini Beach 2 (1992)
- Bikini Beach 3 (1992)
- Binding Contract (1992)
- Bitches in Heat (1992)
- Black To Basics (1992)
- Blacks on Cougars 11 (1992)
- Blonde Girls Are Easy (1992)
- Blonde Justice 1 (1992)
- Blonde Justice 2 (1992)
- Bloopers (1992)
- Blowjob Adventures of Dr. Fellatio 2 (1993)
- Blue Bayou (1993)
- Bodacious Booty 1 (1993)
- Bomb Ass White Booty 1 (1993)
- Bondage Desires (1993)
- Boob Bangers 1 (1993)
- Boss (1993)
- Bottom Dweller (1993)
- Brazzers Presents: The Parodies 3 (1993)
- Broadway Babes (1993)
- Bubble Butts 12 (1993)
- Busty Bondage Lesbians (1993)
- Butt Blassted 1 (1993)
- Butt Camp (1993)
- Butt Jammers (1993)
- Butt Light: Queen of Rears (1993)
- Butt Sisters Do Sturgis (1993)
- Butt Sluts 3 (1993)
- Buttman's Award Winning Orgies (1993)
- Buttman's Face Dance 1 (1993)
- Buttman's Face Dance 2 (1993)
- Buttman's Tales From the Crack (1993)
- Butts of Steel (II) (1993)
- Butt's Up Doc 3 (1993)
- Buttslammers 1 (1993)
- Buttslammers 5 (1993)
- Buttwoman 4 (1993)
- Buttwoman 5 (1993)
- Buttwoman '97 (1993)
- Buttwoman vs. Buttwoman (1993)
- Caged Fury (1993)
- California Pizza Girls (1993)
- Captain Butts' Beach (1993)
- Carnal Interludes (1993)
- Casual Lies (1993)
- Cellar A Whole New Store-y (1993)
- Chasin the Fifties (1993)
- Cheating Housewives 2 (1993)
- Cheek to Cheek 1 (1993)
- Cheek to Cheek 2 (1993)
- Cheek to Cheek 3 (1993)
- Cheerleader Nurses (1993)
- Cheerleader Strippers (1993)
- Chicks Licks And Dirty Tricks (1993)
- Christoph's Beautiful Girls 20 (1993)
- Clam Jumpers (1993)
- Cock Smokers 1 (1993)
- Cock Smokers 10 (1993)
- Cock Smokers 3 (1993)
- College Cuties (1993)
- Coming Of Fortune (1993)
- Compulsive Behaviour (1993)
- Cheerleader Nurses (1993)
- Cheerleader Strippers (1993)
- Chicks Licks And Dirty Tricks (1993)
- Christoph's Beautiful Girls 20 (1993)
- Clam Jumpers (1993)
- Cock Smokers 1 (1993)
- Cock Smokers 10 (1993)
- Cock Smokers 3 (1993)
- College Cuties (1993)
- Coming Of Fortune (1993)
- Compulsive Behaviour (1993)
- Convention Cuties (1993)
- Cop Squad: Magnificent Bust (1993)
- Courting Libido (1993)
- Cream Dream (1993)
- Cream Filled Ass Pies (1993)
- Cream of Cumback Pussy (1993)
- Creasemaster (1993)
- Cum Buckets 2 (1993)
- Cum Buckets 4 (1993)
- Cum Buckets 6 (1993)
- Cumback Pussy 4 (1993)
- Cumback Pussy 6 (1993)
- Cumback Pussy 9 (1993)
- Cumshitters 1 (1993)
- Cuntrol (1993)
- D. J. (1993)
- D.P. Man 2 (1993)
- Damage is Done (1993)
- Dark Obsessions (1993)
- Dark Paradise 2 (1993)
- Dark Paradise 3 (1993)
- Deep Inside Crystal Wilder (1993)
- Deep Inside Juli Ashton (1993)
- Deep Inside Kaithlyn Ashley (1994)
- Deep Inside Kelly O'Dell (1994)
- Deep Inside Kylie Ireland (1994)
- Deep Inside Nikki Sinn (1994)
- Deep Inside Racquel Darrian (1994)
- Deep Inside Sindee Coxx (1994)
- Deep Inside Tiffany Mynx (1994)
- Deep Throat 6 (1994)
- Deep Throat Girls 9 (1994)
- Delicious (1994)
- Delicious (II) (1994)
- Desperate Mothers and Wives 1 (1994)
- Dirty Bob's Xcellent Adventures 10 (1994)
- Dirty Bob's Xcellent Adventures 29 (1994)
- Dirty Bob's Xcellent Adventures 30 (1994)
- Dirty Darlings 2 (1994)
- Dirty Doc's Lesbi' Friends 1 (1994)
- Dirty Doc's Lesbi' Friends 11 (1994)
- Dirty Doc's Lesbi' Friends 15 (1994)
- Dirty Doc's Lesbi' Friends 16 (1994)
- Dirty Work (1994)
- Doc's Best Pops 1 (1994)
- Double Detail (1994)
- Double Trouble (1994)
- Dresden Diary 20 (1994)
- Dresden Diary 21 (1994)
- Dresden Diary 26 (1994)
- Dresden Diary 27 (1994)
- Eat My Feet 4 (1994)
- Elements of Desire (1994)
- En Garde (1994)
- Endlessly (1994)
- Enema Affairs (1994)
- Enema Affairs 4 (1994)
- Enemagic 2 (1994)
- Erectnophobia 2 (1994)
- Extremely Yours, Asswoman (1994)
- Face Sitter 2 (1994)
- Facial Demolition (1994)
- Facial Overload 2 (1994)
- Fan FuXXX 4 (1994)
- Fantasy Booth (1994)
- Farewell To The King (1994)
- Feeding Frenzy 4 (1994)
- Femania (1994)
- Femdom Ass Worship 14 (1994)
- Film Buff (1994)
- First Time Ever 1 (1994)
- First Time Ever 2 (1994)
- First Time Ever 3 (1994)
- First Time Ever 4 (1994)
- Flaunt It (1994)
- Flesh Hunter 8 (1994)
- Flying High (1994)
- Foolish Pleasure (1994)
- Forbidden (1994)
- Fucking Mother Nature in the Ass (1994)
- Gentlemen Prefer Anal (1995)
- Ghosts (1995)
- Girl Gangs (1995)
- Girl Watcher's Delight 78: Catalina (1995)
- Girls Just Wanna Have Girls 3 (1995)
- Girls Love Girls 4 (1995)
- Girls Will Be Boys 5 (1995)
- Glory Hole (1995)
- Goo Gallery 1 (1995)
- Good The Bad And The Nasty (1995)
- Good Whore (1995)
- Great Big Asses 2 (1995)
- Guide to Eating Out (1995)
- Hard As A Rock (1995)
- Headlines (1995)
- Heatwave 2 (1995)
- HeXXXed (1995)
- Hit That Ole Bitch (1995)
- Hittin' Dat White Azz 5 (1995)
- Hollywood Backside 2 (1995)
- Honey I Blew Everybody 1 (1996)
- Honey I Blew Everybody 2 (1996)
- Hookers Of Hollywood (1996)
- Horny Little Sex Kittens (1996)
- Hostess With The Moistest (1996)
- Hot Sweet And Sticky (1996)
- House Arrest (1996)
- I Am Desire (1996)
- Independence Night (1996)
- Inner Pink 3 (1996)
- Inside Job (1996)
- Interracial Fellatio 1 (1996)
- Interview With A Vamp (1996)
- It's a Mommy Thing 6 (1996)
- John Wayne Bobbit's Bloopers and Behind the Scenes (1996)
- Just Juggs (1996)
- Kayden and Rocco Make a Porno (1996)
- Las Vegas Revue '97 (1996)
- Leatherbound Dykes From Hell 15 (1996)
- Leatherbound Dykes From Hell 16 (1996)
- Leatherbound Dykes From Hell 19 (1996)
- Leatherbound Dykes From Hell 20 (1996)
- Legal Favors (1997)
- Legend 4 (1997)
- Lesbian Dating Game (1997)
- Lesbian Pros And Amateurs 21 (1997)
- Lewd Behavior 1 (1997)
- Lewd Behavior 2: 2nd Offense (1997)
- Lewd Behavior 3: 3rd Strike (1997)
- Lex The Impaler 4 (1997)
- License to Thrill (1997)
- Lickity Slit (1997)
- Life of Tiffany (1997)
- Little Darlings (1997)
- Living End (1997)
- Load Warriors 1 (1997)
- Loopholes (1997)
- Love Her All You Can (1997)
- Love Me Love My Butt 2 (1997)
- Lusty Ladies (1997)
- Magic Box (1997)
- Making of a Mistress 1 (1997)
- Making of a Mistress 2 (1997)
- Massive Anal Booty (1997)
- Masters of Desire 2 (1997)
- Maxed Out 3 (1997)
- Maxed Out 8 (1997)
- Meat Holes 4 (1997)
- Midnight Angels 1 (1997)
- Midnight Angels 2 (1997)
- Midnight Confessions (1997)
- Midnight Madness (1997)
- Midnight Orgy (1997)
- Mike John's Sperm Overload 3 (1997)
- Mike South's Georgia Peaches 1 (1997)
- MILF Soup 21 (1997)
- Miscreants (1998)
- Monsters of Cock 34 (1998)
- Moral Degeneration (1998)
- Mother-Load (1998)
- Mr. Peepers' Amateur Home Videos 50: All That Clitters (1998)
- Musical Bedrooms (1998)
- Mutual Consent (1998)
- My Cousin Ginny (1998)
- Naughty by Night (1998)
- Nikki at Night (1998)
- Nikki Dial: Extreme Close Up (1998)
- Nikki Never Says No (1998)
- Nina Hartley's Guide to Great Sex During Pregnancy (1998)
- No Cum Dodging Allowed 10 (1998)
- No Fear (1998)
- No Man's Land 26 (1998)
- No Man's Land 27 (1998)
- No Man's Land 9 (1998)
- No Man's Land Coffee and Cream 1 (1998)
- No Man's Land Interracial Edition 8 (1998)
- Nothin' Butt Buttwoman (1998)
- Nurse Tails (1998)
- Nuru-Gasmic (1998)
- Nymphomercials (1998)
- Nymphs From Neptune (1998)
- Obama Is Nailin Palin (1998)
- Obsession (1999)
- Once You Go Black 2 (1999)
- Oral Majority 12 (1999)
- Pajama Party X 1 (1999)
- Pajama Party X 2 (1999)
- Paradise Hole (1999)
- Party (1999)
- Passion (1999)
- Perfect Smiles (1999)
- Perfection (1999)
- Phat Ass White Girls: P.A.W.G. (1999)
- Pipelayer (1999)
- Piss Mops 2 (1999)
- Playback 2: Fast Forward (1999)
- Please Don't Stop (1999)
- Pornographer (1999)
- Portholes To Hell (1999)
- Portrait of Lust (2000)
- Private Dancer (II) (2000)
- Private Nurses (2000)
- Private Strippers (2000)
- Pubic Eye (2000)
- Pump That Rump 1 (2000)
- Puritan Magazine 9 (2000)
- Pussy Foot'n 5 (2000)
- Pussyman 2 (2000)
- Pussyman's Fashion Dolls 3 (2000)
- Pussyman's Sexiest Ladies Of Porn 1 (2000)
- Quantum Deep (2000)
- Quest (2000)
- R And R (2000)
- R.E.A.L. 1 (2000)
- Raunch 5 (2000)
- Real Female Orgasms 2 (2000)
- Real TIckeTS 1 (2000)
- Real TIckeTS 2 (2000)
- Retro Pussy (2001)
- Return of the Cheerleader Nurses (2001)
- Return of the Cheerleader Nurses (new) (2001)
- Return of the Cheerleader Nurses (new) (2001)
- Return of the Night Stalker (2001)
- Rico's Bangin Yo Mama (2001)
- Rocket Girls (2001)
- Roto-rammer (2001)
- Sabotage (2001)
- Saints and Sinners (2001)
- Sarah - The Young One 3 (2001)
- Sarah - The Young One 4 (2001)
- Sassy Pleasures (2001)
- Satisfaction (2002)
- Scent Of A Wild Woman (2002)
- Search For Buttwoman (2002)
- Search For The Perfect Blowjob (2002)
- Secret Urges (II) (2002)
- Seduced by a Cougar 10 (2002)
- Seduced By A Cougar 28 (2002)
- Seduced By Mommy 4 (2002)
- Servin' It Up (2002)
- Sex Stories (2002)
- Sex World 2002 (2002)
- Sexvision (2003)
- Shooting Gallery (2003)
- Shorty Iz Fuckin Yo Mama 3 (2003)
- Sick Girls Need Sick Boys 1 (2003)
- Silk Stockings: The Black Widow (2003)
- Simply Stephanie (2003)
- Single White She-Male (2003)
- Single White Woman (2003)
- Sister Snatch (2003)
- Sister Snatch 2 (2003)
- Slap'er In The Crapper (2004)
- Slave Dolls 2 (2004)
- Sloppy Head 4 (2004)
- Sloppy Seconds (2004)
- Sodomania 1 (2004)
- Sodomania 18 (2004)
- Sodomania 2 (2004)
- Sodomania 24 (2004)
- Sodomania 3 (2004)
- Sodomania 4 (2004)
- Sodomania 5 (2005)
- Sodomania 9 (2005)
- Sodomania Smokin' Sextions 2 (2005)
- Sodomania: Baddest of the Best (2005)
- Sodomania: Director's Cut Classics 1 (2005)
- Sodomania: Director's Cut Classics 2 (2005)
- Sodomania: Slop Shots 11 (2005)
- Sodomania: Slop Shots 12 (2005)
- Sodomania: Slop Shots 2 (2005)
- Sodomania: Slop Shots 3 (2005)
- Sodomania: Slop Shots 9 (2005)
- Sorority Sex Kittens 1 (2005)
- Sorority Sex Kittens 2 (2005)
- Sorority Sex Kittens 3 (2005)
- Sorority Sex Kittens 4 (2005)
- Sorority Sex Kittens 5 (2005)
- Spiked Heel Diaries 19 (2005)
- Spread The Wealth (2005)
- Stacked with Honors (2005)
- Stick It in My Face 4: Greedy for More (2005)
- Stocking Stuffers (2005)
- Strap Attack 2 (2005)
- Stripper Nurses (2005)
- Stripper's Serenade (2005)
- Submission (2005)
- Suburban Buttnicks (2005)
- Suck It Dry 1 (2005)
- Supermarket Babes in Heat (2006)
- Supersquirt 4 (2006)
- Superstar Sex Challenge 1 (2006)
- Superstar Sex Challenge 2 (2006)
- Superstar Sex Challenge 3 (2006)
- Sure Bet (2006)
- Swedish Erotica 4Hr 23 (2006)
- Sweet Target (2006)
- Taboo 10 (2006)
- Tailiens (2007)
- Take It Black 2 (2007)
- Taste of Kimberlys (2007)
- Teenage Sinners (2007)
- Ten Little Angels (2007)
- Thermonuclear Sex (2007)
- Throat Fucks 4 (2007)
- Tiffany and Cumpany 1 (2008)
- Tiffany and Cumpany 2 (2008)
- Tiffany Mynx Affair (2008)
- Tiffany Mynx Secret Fantasies (2008)
- Tiffany Mynx, Wildcat (2008)
- Tiffany Mynx: Rest In Peace (2008)
- Tiffany Mynx's Private Movies 1 (2008)
- Tiffany Mynx's Private Movies 2 (2008)
- Tight Spot (2008)
- Toe Story (2008)
- Totally Naked (2008)
- Totally Tasteless Video 2 (2008)
- Totally Tiffany (2009)
- Trailer Trash (2009)
- Trash Talking Coeds (2009)
- Two's Company Three's An Orgy (2009)
- Ultimate Asses 5 (2010)
- Unbridled Lust (2011)
- Undercover Lover (2011)
- User Friendly (2011)
- Virtual Sex (2012)
- Visions Of Desire (2012)
- ViXXXen (2012)
- Weapons of Ass Destruction 3 (2012)
- Whack Attack 1 (2012)
- Whack Attack 3 (2012)
- Whack Attack 5 (2012)
- Whatabooty 5 (2012)
- When Blacks Attack 3 (2012)
- Where The Girls Sweat 4 (2012)
- White Anal MILFs (2012)
- Wicked As She Seems (2012)
- Wicked Ways 1: Confessions of an Anal Queen (2012)
- Wild and Wicked 7 (2012)
- Wilder At Heart (2013)
- Wildflower 2 (2013)
- Will And Ed's Back 2 Class (2013)
- Women in Control (2013)
- Women Loving Women (2013)
- WSEX Talk Radio (2013)

### Regista
- Cheek to Cheek 1 (1997)
- Cheek to Cheek 2 (1997)
- Asswoman In Wonderland (1998)
- Cheek to Cheek 3 (1998)
- Tiffany Mynx's Private Movies 1 (1999)
- Tiffany Mynx's Private Movies 2 (1999)
- Toe Story (2000)